# Route européenne 90
Pour les articles homonymes, voir E90 et Route 90.
La route européenne 90 (E90) est une route reliant Lisbonne à Habur en passant par Madrid, Ankara et traversant plusieurs mers,.

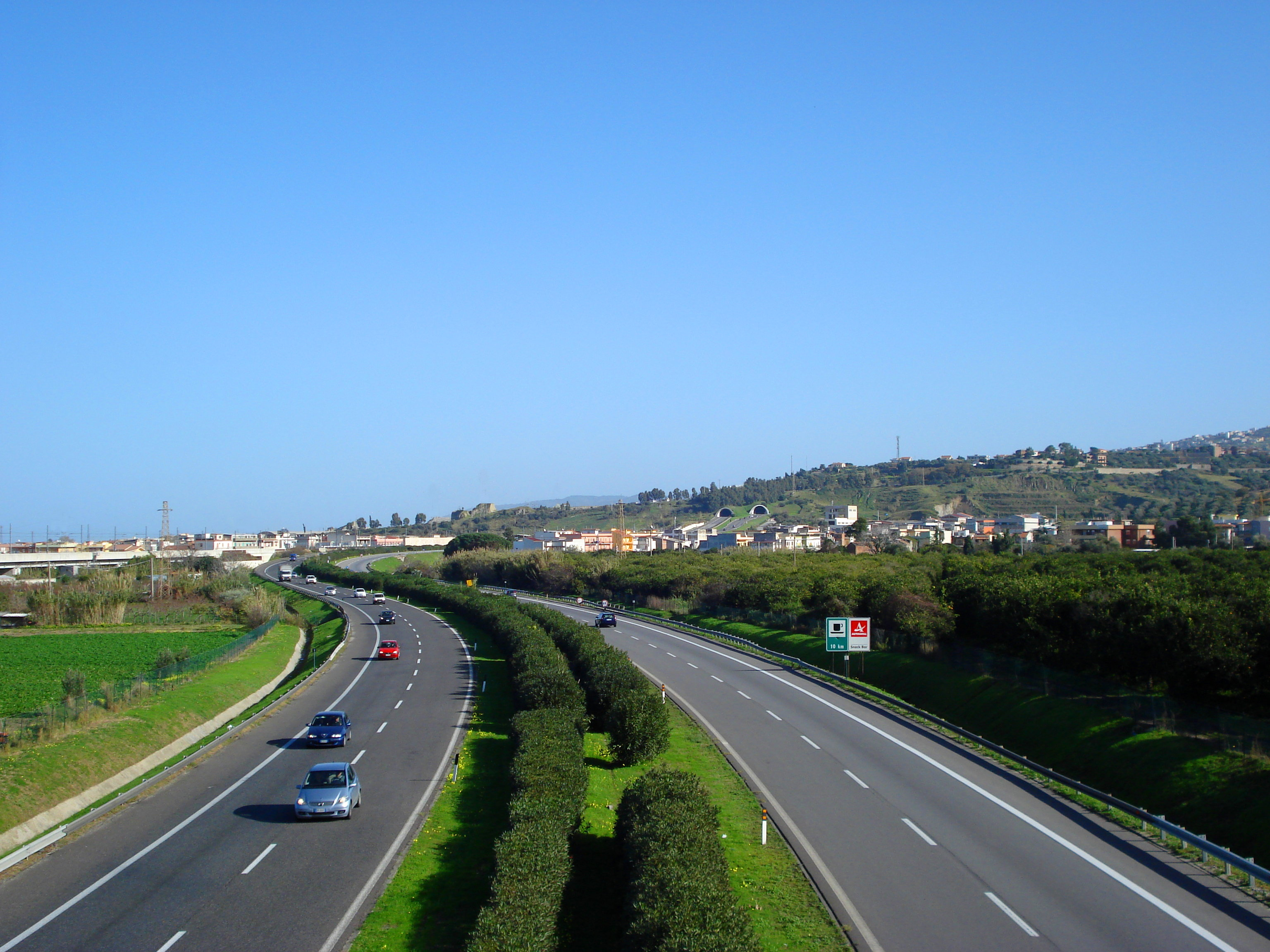
Le E90 près de Torregrotta en Italie.

.